# Вадим Борець
Вадим Борець (рум. Vadim Boreț; нар. 5 вересня 1976, с. Марамоновка, Дрокійський район, Молдова) — молдовський футболіст та тренер, виступав на позиції півзахисника.

## Клубна кар'єра
Вихованець «Зімбру», в якому грав до 2001 року. Після цього захищав жовто-чорні кольори тираспольського «Шерифу». У 2004 році відданий в оренду «Тирасполя», а в січні 2005 року — польській «Дискоболії». З 2005 року грав в азербайджанському «Нефтчі» (Баку), а з 2008 по 2012 рік захищав кольори «Баку». На початку 2013 року оголосив про завершення кар'єри гравця.

## Кар'єра в збірній
Загалом зіграв 40 матчів у складі національної збірної Молдови та відзначився одним голом. Зіграв 5 матчів за збірну в кваліфікації чемпіонат світу 2006 року, також грав у кваліфікаційних турнірах чемпіонату світу 2002 та чемпіонату Європи 2004. Єдиним голом за збірну футболіст відзначився у програному (1:2) матчі кваліфікації чемпіонату Європи 2004 проти збірної Нідерландів. Востаннє футболку національної збірної одяягав 16 серпня 2006 року у товариському поєдинку проти Литви.

## Кар'єра тренера
У вересні 2013 року призначений на посаду головного тренера юнацької збірної Молдови (U-16). У липні 2016 року стало відомо, що Вадим Борець став головним тренером клубу «Унгени». Наприкінці жовтня цього ж року став другим тренером у «Сфинтул Георге».
Влітку 2019 року став помічником головного тренера Ігоря Пікущака в вірменському клубі «Ноах». У деяких джерелах називався головним тренером клубу.

## Статистика виступів

### Голи за збірну
Рахунок та результат збірної Молдови в таблиці подано на першому місці.
| #  | Дата          | Місце            | Суперник   | Рахунок | Результат | Змагання                                    |
| -- | ------------- | ---------------- | ---------- | ------- | --------- | ------------------------------------------- |
| 1. | 2 квітня 2003 | Шериф, Тирасполь | Нідерланди | 1–0     | 1–2       | група 3 кваліфікації чемпіонату Європи 2004 |

## Досягнення

### Як гравця
«Зімбру» (Кишинів)
- Суперліга Молдова
  -  Чемпіон (6): 1993/94, 1994/95, 1995/96, 1997/98, 1998/99, 1999/2000

- Кубок Молдови
  -  Володар (2): 1996/97, 1997/98

«Шериф» (Тирасполь)
- Суперліга Молдова
  -  Чемпіон (3): 2001/02, 2002/03, 2003/04

- Кубок Молдови
  -  Володар (1): 2001/02

ФК «Баку»
- Прем'єр-ліга Азербайджану
  -  Чемпіон (1): 2008/09

- Кубок Азербайджану
  -  Володар (1): 2012